# 국제구조위원회

로고

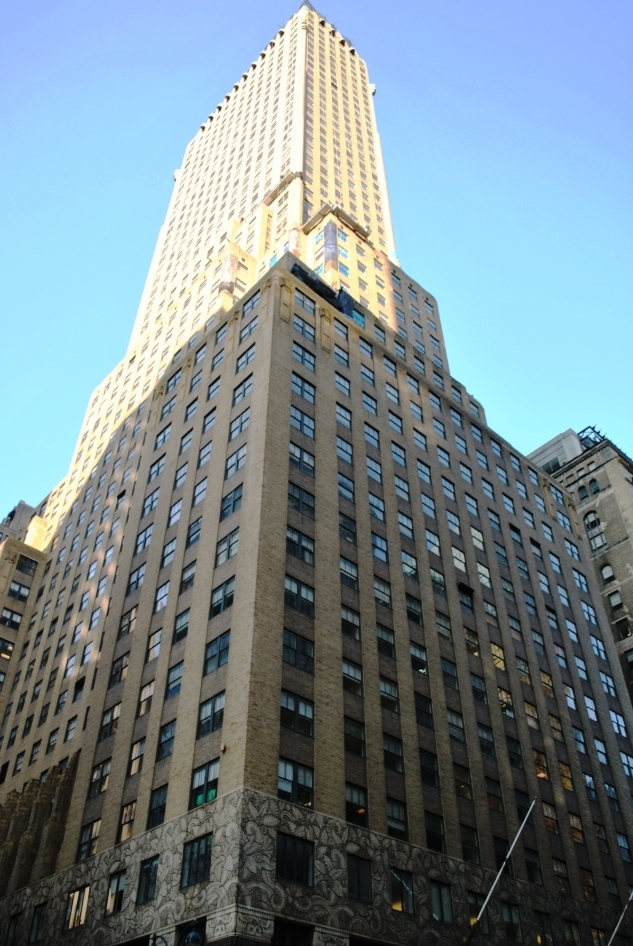
뉴욕 본사

국제구조위원회(International Rescue Committee, IRC)는 전쟁과 분쟁, 재난과 기후 위기 등의 인도적  위기로 인해 삶의 터전을 잃은 사람들의 생존과 회복, 삶의 재건을 지원하는 세계적 인도주의 기구이다.
1933년 알베르트 아인슈타인의 도움으로 설립되어 90여 년의 역사를 가지고 있으며, 현재 전 세계 50개 이상의 국가와 28개 미국 도시에서 20,000명 이상의 직원들이 구호활동을 진행하고 있다.

### 생존 Survive / 회복 Recover / 재건 Rebuild

#### 우리 시대의 인도적 위기
더욱 세계화되고 다층적으로 변모하고 있는 오늘날의 인도주의적 위기에 대응해 가장 최전선에서 사람들을 돕는다.
매년 긴급위기국가목록을 발표하여 위기가 악화될 곳을 예측하고 위험성에 대해 경고하며, 위험에 노출된 사람들을 적극적으로 옹호한다.

#### 삶의 터전을 잃은 사람들
인도주의적 위기는 사람들의 생존을 위협하고 삶의 터전을 잃게 만든다.
지금도 많은 사람들이 위험을 무릅쓰고 가족과 자신의 미래를 위해 집과 고향을 떠나고 있다.

##### 국제구조위원회의 활동
국제구조위원회는 가장 열악한 환경에 있는 사람들의 생존과 회복을 돕고 삶을 재건할 수 있도록 지원하고 있다. 의료, 안전, 교육, 경제적 안정과 권리 증진의 영역에서 지속적인 도움을 주며, 모든 과정에서 여성과 소녀들의 고유한 필요에 집중한다. 특히, 우리의 도움을 받는 사람들을 고객(client)로 명명하고 고객의 필요와 목소리에 귀 기울여 가장 효과적이며 비용 효율적인 프로그램을 제공하기 위해 노력한다.
가장 긴급한 위기가 있는 곳에서 At the toughest place
가장 절실한 도움이 필요한 사람들과 with people who need it most
끝까지 함께합니다 As long as we are needed

### 주요 활동 영역
의료
안전
경제적 안정
교육
권리 증진
여성과 소녀

## 아인슈타인과 역사
1933년 1월 나치당 수장인 아돌프 히틀러는 독일 총리가 되었다. 두 달 만에 나치는 국가의 통제권을 완전히 장악하고 결국 전 세계를 집어삼킬 12년간의 악몽이 시작되었다.
히틀러의 집권과 함께 독일의 노조와 야당의 활동은 금지되었다. 시민의 자유는 박탈되었다. 그리고 독일 정부와 대학에서 유대인 숙청이 시작되었다. 대부분의 국가에서는 나치 정권에 무관심했지만, 일부 사람들은 나치 집권 후 일어나고 있는 일과 앞으로의 위험을 경계하고 있었다.
1933년 7월, 51명의 저명한 미국의 지식인, 예술가, 성직자, 정치 지도자로 구성된 위원회는 대표였던 알베르트 아인슈타인의 요청에 따라, 국제구호협회(IRA, International Relief Association) 지부를 뉴욕에 설립하게 되었다. 이 중에는 철학자인 존 듀이, 작가인 존 패서스, 신학자 라인홀드 니부어가 포함되어 있었다. 엘레노어 루스벨트를 비롯한 다른 유명한 인사들도 곧 이러한 아인슈타인의 노력에 동참했다.
아인슈타인은 나치 정권의 유대인 탄압을 피해 1933년 10월 17일 미국에 도착했다.
국제구호협회는 브라이언트 파크(Bryant Park) 맞은편 42번가 웨스트 11번지에 사무실을 열었다. 이 위치는 현재 국제구조위원회 뉴욕 본부 위치에서 멀지 않은 곳이다. 1933년 7월 24일에 뉴욕 타임스에서 보도한 것과 같이 국제구호협회의 임무는 바로 "히틀러 정권의 정책으로부터 고통받는 사람들을 지원"하는 것이었다.
또 다른 세계적 리더들은 1940년 파리가 나치 정권에게 점령당했을 때 긴급구조위원회를 창설했다. 당시 제2차 세계대전으로 위기가 심화하면서 이 두 단체가 하나로 통합되었다. 오늘날의 국제구조위원회는 이렇게 탄생하게 되었다.
유럽의 삶이 뿌리째 뽑힌 사람들을 돕기 위해 준비하다.
당시에는 난민의 안전을 보장하기 위한 난민 프로그램과 구호 기관이 없었다. 국제구조위원회는 독일 항복과 1945년 제2차 세계대전의 종전 이후, 유럽의 실향민들에게 처음으로 구호를 제공한 시민들 중 하나였다.
국제구조위원회는 현재 50개 이상의 위기국가에서 활동하고 있으며, 유럽 및 미국 전역의 지역사회에서 난민과 망명 신청자들의 정착을 돕고 있다.
한국은 2022년 국제구조위원회의 아시아 지역 첫 번째 후원국이 되었다.

## 국제구조위원회 재정의 효율성
국제구조위원회(International Rescue Committee)는 세계 최악의 인도적 위기에 대응하여 효율적, 효과적으로 후원금을 사용한다.
후원금의 87%를 프로그램 운영에 사용한다.
자선 감사 기관 채리티워치(CharityWatch)로부터 최고 등급 A를 받았다.
자선단체 평가 기관 채리티 네비게이터(Charity Navigator)의 최고등급인 별 4개를 받았다.
국제구조위원회는 BBB Wise Giving Alliance의 책무성 기준 20가지를 모두 충족한다.
더 알아보기

## 국제구조위원회 홍보대사

### 정성하
한국인 최초로 유튜브 채널 동영상 뷰 1억을 돌파한 구독자 700만 명의 유튜버이자, 세계적인 핑거스타일 기타리스트 정성하는 JTBC 비긴어게인을 통해 대중들의 큰 관심을 받았으며, 2023년 현재까지 총 10장의 정규 앨범을 발매하는 등 왕성한 활동을 이어가고 있다. 전 세계 다양한 국가의 팬들로부터 사랑을 받고 있는 정성하는 전 세계 인도적 위기에 처한 사람들에게 삶의 희망을 전하고자 한국에서는 첫 번째로 국제구조위원회의 홍보대사로 활동을 시작하였다.
"인생은 단 한 번뿐이기에 모든 사람이 행복하게 살 자격이 있다고 생각해요. 하지만 여전히 자신이 통제할 수 없는 위기 속에서 오로지 생존을 위해 고군분투하는 사람들이 있다. 국제구조위원회와 함께 인도적 위기에 처한 전 세계 1억 명이 넘는 사람들에게 삶의 희망을 전하고 행복을 꿈꿀 수 있도록 돕고 싶다."

### 장동윤
데뷔 전 편의점 강도를 막아내며 뉴스 인터뷰를 통해 용감하고 정의로운 청년으로 주목받은 배우 장동윤은 2016년 데뷔 이래 폭넓은 스펙트럼의 연기로 스크린과 안방극장을 넘나들며 활발히 작품 활동을 이어오고 있다. 조선로코 ‘녹두전’으로 2019년에는 KBS 연기대상 미니시리즈 부문 남자 우수상을 받기도 하였으며, 탄탄한 연기력을 바탕으로 자신만의 영역을 구축해나가는 배우로 잘 알려져 있다. 사람을 향한 따뜻한 연민과 정의로운 성품을 가진 이 시대의 인도주의 리더로서 국제구조위원회와 함께 선한 영향력을 펼쳐갈 장동윤 배우의 행보를 기대한다.
"예전부터 제 마음 한편에는 노숙자분들과 같이 집을 잃은 사람들에 대한 마음이 있었는데 배우가 되면서 삶의 터전과 가족을 잃고 어떤 마음으로 살고 있을지 그 사람들의 생각과 감정을 더 깊게 들여다보고 느끼는 법을 깨달은 것 같다. 기회가 된다면 내가 먼저 손 내밀어 줄 수 있으면 좋겠다고 생각해왔는데, 국제구조위원회를 통해 전 세계에 위기로 삶의 터전을 잃고 새롭게 삶을 개척해 나가야 하는 많은 사람들의 손을 잡아줄 수 있게 되어 기쁘게 생각한다."

### 라미 말렉
이집트 이민자의 아들인 라미 말렉은 영화 '보헤미안 랩소디 (2018)'에서 퀸의 리드 가수 프레디 머큐리 역으로 아카데미상, 골든 글로브상, 미국 배우 조합상과 영국 아카데미 영화상 남우주연상을 받았다.
“저는 모든 사람이 더 나은 미래를 찾을 기회를 가져야 한다고 믿기 때문에 국제구조위원회를 지원한다. 우리 가족은 그 기회를 가졌고 그것에 매우 감사하고 있다.”

### 조지 클루니와 아말 클루니
아카데미상 수상 배우이자 프로듀서인 조지 클루니와 국제 인권 변호사인 그의 아내 아말 클루니는 독일에 재정착한 시리아 난민들을 만났다. 조지 클루니와 그의 아버지 닉은 수단 남부와 차드 동부를 여행하며 국제구조위원회 팀과 난민들과 만났고 수단 - 다르푸르 지역의 잔혹한 분쟁에서 탈출한 수십 명의 사람과 이야기를 나눴는다.
“여기 난민들은 아무 이유 없이 나라를 떠난 사람들이 아니다. 믿기 힘든 비극으로 인해 어쩔 수 없이 떠나야만 했던 사람들이죠. 분쟁 이전에 이들은 실제 평범한 삶을 살았지만 지금 무모한 폭력과 갈등 위기로 인해 이들의 세계가 파괴되었다.”

### 맨디 파틴킨과 캐서린 그로디
최근 10년 동안 토니상과 에미상을 수상한 배우 맨디 파티킨(영화 “에비타,” “홈랜드”, ”프린세스 브라이드”)과 아내, 배우이자 작가인 캐서린 그로디는 전 세계 난민들이 직면한 문제에 세계적인 관심을 불러일으키기 위해 국제구조위원회의 홍보대사로 활동해왔다.
“난민들을 돕는 활동은 저에게 삶을 충만하게 살아가는 법을 가르쳐주고 제 영혼에 큰 영향을 준다. 난민들은 상상할 수 없는 분쟁, 고난과 고통의 상황에서도 포기하지 않고 계속 나아가고 있기 때문이다. 많은 난민이 자신들의 아이들을 돌보며, 부서진 집을 짓고, 삶을 절대 포기하지 않는다. 그들은 우리의 선생님이다.”

### 메릴 스트립
아카데미상을 수상한 배우 메릴 스트립은 난민들이 생존, 회복하여 삶을 재건하도록 돕는 우리의 활동에 대해 널리 알리고 있다.

### 나탈리 포트만
국제구조위원회 홍보대사 나탈리 포트만이 국제구조위원회에 열정적으로 참여하는 이유를 나누었다.
“ 백 년 가까이 수많은 난민 가족들이 국제구조위원회를 의지하고 있다. 이들이 삶을 다시 시작할 수 있도록 우리의 지원이 필요하다. 지금, 바로 후원해 주세요.”

## 국제구조위원회의 한국사무소
국제구조위원회는 2022년 11월 11일 한국에 아시아 최초로 후원국을 개설하고 활동을 시작하였다. 한국은 20세기에 일제 식민지와 한국 전쟁 등의 인도적 위기를 경험한 나라이다. 또한 인도적 위기에서 생존과 회복, 그리고 재건을 모두 경험한 나라이다. 따라서 한국은 후원국으로서뿐만 아니라 전 세계의 많은 인도적 위기 가운데 있는 국가들에게 불굴의 의지, 독창성, 희망적 태도라는 국제구조위원회가 전하고자 하는 메시지를 전할 수 있는 국가이고 또한 국민이다. 한국의 이러한 영향력이 아시아를 넘어 세계적으로 미칠 수 있도록 국제구조위원회가 함께한다.